# Wohmbach und Zuflüsse

Der Wohmbach

Das Regenrückhaltebecken an der Obereiper Mühle wird größenmäßig als Talsperre behandelt.

Wohmbach und Zuflüsse ist ein Natura-2000-Schutzgebiet in der Gemeinde Eitorf im Rhein-Sieg-Kreis.

## Lage
Der Wohmbach hat seine Quellen am Hohen Schaden. Der Bach und seine Zuflüsse fließen von dort naturbelassen westwärts durch den hier nur extensiv bewirtschafteten Leuscheid. Kurz vor seiner Einmündung in den Eipbach führt er durch den Weiler Obereiper Mühle.

## Fläche
Das Schutzgebiet hat eine Fläche von 59 ha. Es ist bewachsen mit Hainsimsen-Buchenwald, Erlen-Eschen- und Weichholz-Auenwäldern, Stieleichenwald-Hainbuchenwald und Streuobstwiesen. Im unteren Teil des Bachlaufs besteht eine Feuchtwiese mit zahlreichen Flachgewässern und Quellsumpfbereichen. Im Süden des Schutzgebietes liegt auch der Wolfgangsee, ein angestauter Teich mit Goldfischbesatz.

## Nummerierung
Das Gebiet ist bei der Europäischen Union nach den Maßgaben der Richtlinie 92/43/EWG (Fauna-Flora-Habitat-Richtlinie, kurz FFH-Richtlinie) als Nummer DE-5210-301 registriert.